# گمینا بوکووسکو
گمینا بوکووسکو (به لهستانی:  Gmina Bukowsko) یک گمینا در لهستان است که در شهرستان سانوک واقع شده‌است. گمینا بوکووسکو ۱۳۸٫۲ کیلومتر مربع مساحت و ۵٬۲۱۰ نفر جمعیت دارد.